# QUEENDOM
《QUEENDOM》是日本樂團ALI PROJECT 的第七張精選專輯，由MellowHead於2011年5月25日發行，以「限定生產盤」和「通常盤」兩種形態同步發售，限定盤內含的DVD收錄新曲《Troubadour》的音樂錄影帶和攝製特典。

## 概要

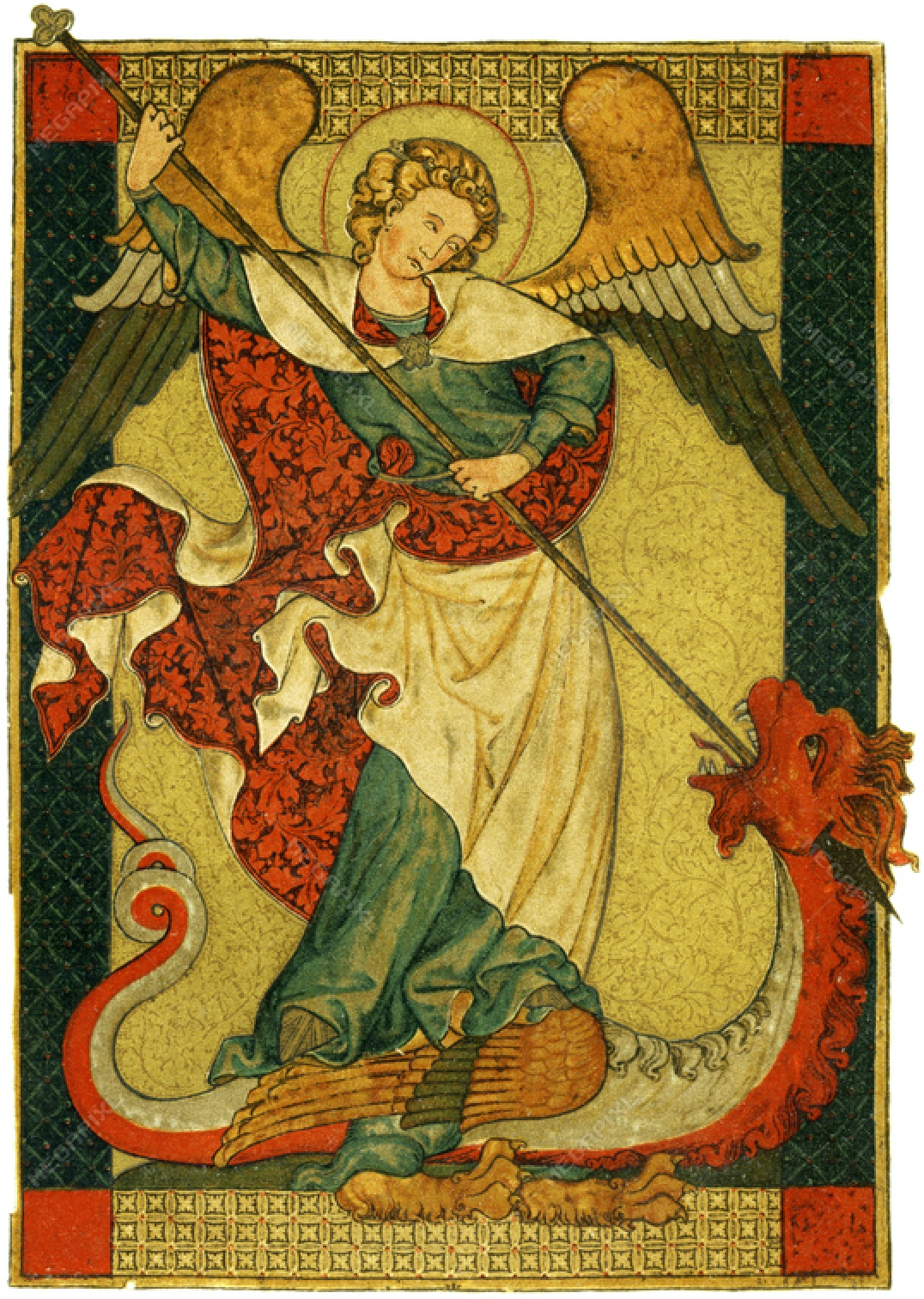
哥德手抄本畫，用於專輯的CD碟面設計。

《QUEENDOM》是 ALI PROJECT 在MellowHead旗下發行的第三張專輯，距前作《La Vita Romantica》時隔一年有餘。限定盤附加的DVD收錄了新曲《Troubadour》的PV以及幕後花絮拍攝特典，還包含一本寶野亞莉華手書的詩集冊。CD和DVD碟面設計採取天使與魔鬼主題，CD碟面採用一幅13世紀描繪天使長米迦勒制服撒旦的哥德手抄本插圖畫，DVD碟面則印有中世紀惡魔像。這次的專輯封面、內頁寫眞和PV攝製地點是位於奧地利波滕施泰因的一座古代城堡。 認為這張作品「擁有新銳的個性化視覺，在音樂性上也有所拓展，繼續散發妖艷迷人的獨特魅力。」

## 收錄曲

### CD
1. Troubadour [5:10]
  - 此張專輯的新曲，旋律類似《TEMPEST》。
2. [4:20]
  - 電視動畫《穿越宇宙的少女》第9話片尾曲。
3. [4:46]
  - PSP遊戲《Fate/EXTRA》主題曲。
4. [4:21]
  - 出自單曲。
5. [4:05]
  - 新曲
6. [4:24]
  - 動畫《戰鬥司書 The Book of Bantorra》片頭曲。
7. [4:45]
  - 動畫《刀語》第6話片尾曲。
8. [4:37]
  - 動畫《刀語》後期片頭曲。
9. kaina [4:37]
  - 出自單曲。
10. Hell’s Maria [4:49]
  - 出自單曲。
11. [4:23]
  - 出自單曲。
12. (Strings Ver.) [4:57]
  - 重新編曲版本

### Music Clip DVD (限定生產盤)
1. Troubadour
2. QUEENDOM 〜Shooting in Austria〜 (Bonus track)